# Eloeophila verralli
Eloeophila verralli – gatunek muchówki z rodziny sygaczowatych i podrodziny Hexatominae.
Gatunek ten opisany został w 1912 roku przez Ernsta Evalda Bergrotha jako Ephelia verralli.
Muchówka o krótszych niż tułów i głowa razem wzięte czułkach. Skrzydła ma wąskie, długości ponad 6,5 mm, o tylnej krawędzi równomiernie zakrzywionej. Szerokość skrzydeł wynosi około ćwierć ich długości. Wzór na skrzydłach składa się tylko z siedmiu dużych plam, z których przednie są mniejsze niż odległości między nimi. Narządy rozrodcze samca cechują się gonokoksytem niezbyt wydłużonym w kierunku dobrzuszno-dystalnym. Zewnętrzny gonostylus samca ma wyraźny kąt przedwierzchołkowy na krawędzi wewnętrznej, zakończone ostrym zębem żeberko na krawędzi zewnętrznej oraz duże kolce końcowe. Bardzo smukły edeagus jest prawie półtora raza dłuższy od paramery. Wezykę cechuje wąska, kolcokształtna apodema.
Owad palearktyczny, w Europie znany z Hiszpanii, Francji, Irlandii, Holandii, Niemiec, Danii, Szwajcarii, Polski, Czech, Słowacji, Litwy, Łotwy, Finlandii, północno-zachodniej Rosji, Macedonii, Rumunii i Bułgarii.